# Askov Højskole
 Der er for få eller ingen kildehenvisninger i denne artikel, hvilket er et problem. Du kan hjælpe ved at angive troværdige kilder til de påstande, som fremføres i artiklen.

Askov Højskole er en dansk folkehøjskole i den lille by Askov cirka tre kilometer vest for stationsbyen Vejen i det sydlige Jylland. Den blev grundlagt i 1865 som en videreførelse på dansk jord af Danmarks første folkehøjskole, Rødding Højskole fra 1844, der ved grænsedragningen efter 2. Slesvigske Krig var kommet under Preussen på tysk jord. Første forstander på Askov Højskole var Ludvig Schrøder.
Lærerkredsen med Ludvig Schrøder som forstander ønskede efter 1864 arbejdet fortsat nord for grænsen. Men Askov blev anderledes. Hvad der især kom til at give Askov Højskole dens særpræg, var indførelsen af den "udvidede" højskole fra 1878. På vinterskolen kunne som noget nyt tilbydes en række udvidede fag, som primært var beregnet for elever (både mandlige og kvindelige), der tidligere havde været på andre højskoler. Det blev derfor muligt at tiltrække højt kvalificerede lærerkræfter som f.eks. fysikeren og opfinderen Poul la Cour, hvis vindmølleforsøg blev banebrydende. La Cour overførte i sin undervisning højskolens historiske synsmåde på naturvidenskaberne (via bogen Tidens Naturlære) og lagde grunden til en naturvidenskabelig tradition, som blev fortsat af blandt andre den senere forstander Jacob Appel og dennes efterfølger J. Th. Arnfred.
I starten var langt de fleste elever på Askov Højskole fra bondestanden, men efterhånden kom der også elever fra andre samfundslag.
I begyndelsen af 1900-tallet dannede Askov Højskole også ramme om landets første husholdningsforening, Malt Herreds Husholdningsforening stiftet af Rebekka la Cour Madsen.
Med baggrund i den udvidede højskole skabtes med tiden et stort bibliotek på skolen. Ud over at være Danmarks førende bibliotek for litteratur af og om Grundtvig er biblioteket et vigtigt led i skolens arbejde, især på de lange kurser.
Askov Højskole har siden sin oprettelse været betragtet som højskolernes "flagskib" og Grundtvigs "højborg", fordi den gennem alle årene har kørt en linje, der lå tæt på Grundtvigs tanker. Skolens hovedformål er nu som før livsoplysning – om tilværelsens grundvilkår – og folkelig oplysning om tidens og samfundets vigtigste spørgsmål. Som en naturlig konsekvens af dette hovedformål har skolen – i lighed med andre grundtvigianske højskoler – haft stor betydning for mange elevers personlige udvikling og selvforståelse, herunder en dybere forståelse af demokratiet og dets væsen.
Askov Højskole undgik ikke at blive påvirket af ungdomsoprøret i slutningen af 1960'erne. I 1972 forlod en gruppe lærere (deriblandt Ebbe Kløvedal Reich) højskolen, fordi de var utilfredse med dens linje og ønskede fornyelse i undervisningen. Som et resultat heraf stiftedes Kolding Højskole, hvis målsætning byggede på et marxistisk grundlag. Kolding Højskole måtte lukke i midten af 1990'erne på grund af dårlig økonomi.
Ved siden af de lange kurser arrangeres på Askov en række kortere kurser, særligt i sommermånederne. Ud over at fungere som højskole har Askov gennem årene desuden dannet ramme for mange møder og konferencer og været samlingssted for en række væsentlige initiativer af både politisk og kulturel karakter.
Højskoleforstander Schrøder opfordrede i midten af 1880'erne den unge Søren Larsen Meldgaard til at grundlægge Askov Sløjdlærerskole, der i mange år lå ved siden af højskolen. De gamle bygninger anvendes nu som amatørteater, Sløjdscenen. Sløjdskolen drev i en årrække også en efterskole.
I 2001 blev Askov Efterskole oprettet og er i dag en del af den samlede institution Askov Højskole og Efterskole. Askov Efterskole er en boglig efterskole med 120 elever i 9. og 10. klasse og har linjefag i musik, teater, musical, game design, animation, kunst og design samt en forfatterlinje.

## Højskoleforstandere på Askov
- 1865 – 1906 Ludvig Schrøder
- 1906 – 1928 Jacob Appel
- 1928 – 1953 J. Th. Arnfred
- 1953 – 1968 Knud Hansen
- 1968 – 1970 Harald Engberg-Pedersen[7]
- 1970 – 1971 Knud Hansen
- 1971 – 1980 Helge Skov
- 1980 – 1993 Hans Henningsen
- 1993 – 1998 Morten Kvist
- 1998 – 2006 Henning Dochweiler
- 2006 – 2007 Hans Rosenquist
- 2007 – 2008 Bjarne Bundsgaard Nielsen (konstitueret)
- 2008 – 2013 Ole Kobbelgaard
- 2013 Bjarne Bundsgaard Nielsen (konstitueret)
- 2013 – 2016 Jørgen Kløve
- 2016 Bjarne Bundsgaard Nielsen (konstitueret)
- 2017 – 2018 Klaus Majgaard
- 2018 – Rikke Holm

- Højskolens klokketårn.
- Mindesten for Ludvig og Charlotte Schrøder i højskolens park.
- Ved højskolens indgangsparti er indsat en navnesten fra Flors højskole.